# Étrennes intéressantes des quatre parties du monde
Les Étrennes intéressantes des quatre parties du monde sont un almanach français paru à Paris de 1777 à 1855. Il est publié au format in-32 ; chaque édition contient une carte du monde.
Il a successivement pour titre :
- Étrennes intéressantes des quatre parties du monde : enrichies de cartes géographiques ... ; contenant encore, entr'autres matières, aussi curieuses qu'utiles, un Etat, très-exact & autorisé, de toutes les troupes du royaume ;
- Étrennes intéressantes des quatre parties du monde, et des troupes de France (à partir de 1789) ;
- Étrennes intéressantes des quatre parties du monde : contenant la population de l'univers, les éphémérides, les puissances de l'Europe, & toutes les autorités civiles et militaires... (à partir de l'an XII, soit 1803-1804) ;
- Étrennes intéressantes des quatre parties du monde : contenant le calendrier, les naissances et alliances ... des souverains de l'Europe, etc. (de 1836 à la fin de sa parution).

Il est fortement inspiré, comme d'autres almanachs, des Étrennes mignones, parues de 1724 à 1848 et qualifiées d'almanach populaire en raison de leur large diffusion dans la société. Chacune de ces « étrennes parisiennes », écrit l'historienne Véronique Sarrazin, a sa particularité ; celle des Étrennes intéressantes des quatre parties du monde est de proposer des articles de géographie, qui figurent dans la deuxième des quatre parties que contient l'almanach — après le calendrier. Il fait également l'objet d'une copie sous l'Empire, avec les Étrennes intéressantes des cinq parties du monde.